# Колвези (аэропорт)
Аэропорт Колвези (фр. Aéroport de Kolwezi) (ИАТА: KWZ, ИКАО: FZQM) — расположен в 6 км к югу от одноименного города Колвези, провинция Луалаба, на юге Демократической Республики Конго.

## История
С июля 2020 года ведутся работы по реконструкции аэропорта, для предоставления ему статуса международного.